# Expediciones Thorshavn
Las expediciones Thorshavn son un conjunto de cuatro expediciones noruegas a la Antártida, las mismas se realizaron en el período 1931-1937. Los objetivos de las expediciones eran relevar la abundancia de ballenas en los Océano del Sur y la cartografía de la costa de la Antártida, principalmente utilizando fotografías aéreas.
Las expediciones utilizaron como base el buque a motor  «Thorshavn», el que da el nombre a las expediciones, las expediciones fueron financiadas por Lars Christensen empresario dedicado a la caza de ballenas. Las expediciones Thorshavn fueron una continuación de las expediciones Norvegia (1927-1931), que también habían sido financiadas por Christensen.